# Yawovi Agboyibo
Yawovi Agboyibo (* 31. Dezember 1943 in Kouvé, Präfektur Yoto; † 30. Mai 2020 in Frankreich) war von September 2006 bis Dezember 2007 Premierminister von Togo. Agboyibo war Vorsitzender der Partei Comité d’Action pour le Renouveau (CAR).
Agboyibo wurde 1943 in Kouvé in der Präfektur Yoto geboren. Nach seiner Schulausbildung studierte Agboyibo und wurde Rechtsanwalt. In dieser Eigenschaft war er unter anderem für Menschenrechte engagiert. Von 1985 bis 1991 war er als Abgeordneter im Parlament von Togo als unabhängiger Kandidat vertreten. 1992 schloss er sich der Partei CAR an. Am 16. September 2006 wurde er nach den Parlamentswahlen zum Premierminister in Togo. In den Parlamentswahlen von Oktober 2007 gewann Agboyibo zwar erneut einen Sitz als Abgeordneter im Parlament. Die Wahlen aber brachten keine Mehrheit für seine Regierung und er trat am 13. November 2007 zurück. Am 3. Dezember 2007 wurde Komlan Mally als neuer Premierminister ernannt.